# 阪井丘芳
阪井 丘芳（さかい たかよし、1964年8月 - ）は、日本の歯科医学者。専門は口腔外科学、分子生物学。大阪府出身。

## 人物
大阪大学大学院教授。
大阪大学大学院歯学研究科にて、唾液腺の発生と再生、口腔乾燥症（ドライマウス）などの研究課題に取り組む傍ら、大阪大学歯学部附属病院・顎口腔機能治療部にて、口唇口蓋裂患者を中心とした言語障害、摂食・嚥下、ドライマウス、睡眠時無呼吸症候群の患者に対して、専門的な治療を担当する。
2009年10月に摂食・嚥下に関するテーマでNHKの『クローズアップ現代』、2010年4月にドライマウス、2011年6月に小児の歯肉炎と口腔ケア、2012年6月にう蝕と唾液、2014年2月に冬の乾燥とドライマウス、2014年8月に高齢者と口腔ケアのテーマで、朝日放送の『おはよう朝日です』に出演する。
2003年6月の科学雑誌Nature、2010年7月のScienceに唾液腺形成におけるFibronectinとBtbd7の機能解析を報告して以来、アメリカ国立衛生研究所と共同研究を続けている。
2010年12月にアメリカ国立衛生研究所のホームページInterviews with Oral Health Researchers The Inside ScoopのSalivary Disorders/Dry MouthにThe Impossible Will Take A Little While- Defining A Key Developmental Pathway in the Salivary Glandというタイトルで10年間の研究成果を紹介される。同年、Embryonic organ cultureといタイトルで世界で初めてビデオ付きの器官培養のプロトコールを紹介し、世界中から利用されて続けている。
2013年4月に科学雑誌PLOS ONEに口蓋形成に関する研究を報告し、口唇裂・口蓋裂に関する研究を推進している。
2015年4月に胎仔唾液腺のメラトニンの発現、形態形成における作用、iPS細胞を用いた唾液腺再生に関する研究を報告した。
2017年8月に科学雑誌Scientific Reportsにラクトフェリンの胎仔唾液腺の分枝形態形成を誘導する作用、放射線照射後の障害を抑制する作用を報告し、臓器再生を目指した唾液腺研究を展開している。
2019年9月にmTORシグナルと唾液腺の形成機構、2020年5月に唾液腺発生と導管結紮時の再生機構の比較、8月にΔNp63と唾液腺再生、9月にCovid-19と唾液腺に関する研究を報告し、口腔機能と肺炎に関する研究を継続している。
2021年よりOral Science InternationalのEditor-in-Chief、NPO法人日本口腔科学会（日本医学会第31分科会）学術集会会長、日本レジリエンスジャパン推進協議・STOP 感染症 2020 戦略会議　「新・生活習慣 普及促進研究会」　口腔ケアワーキンググループ主査、International Confederation of Cleft Lip & Palate, Related Craniofacial Anomalies, International Advisory Committee、2025年大阪・関西万博　未来の病院/先端医療展示 アドバイザー、日本唾液腺学会副理事長等に就任した。
2019年より、MA-Tシステムを活用した口腔ケア用品を研究開発し、2022年より順次、社会実装した。医療介護向け「N.act オーラルリムーバルジェル」「MA-Tマウスクリーンジェル」動物医療向け「クリスタルジョイ」
2022年7月よりInternational Confederation of Cleft Lip & Palate, Related Craniofacial Anomalies, President（代表任期2022-2025）、2025年CLEFT2025（第15回国際口蓋裂学会、京都）大会長を担当している。

## 学歴
- 1983年 大阪府立天王寺高等学校 卒業
- 1991年 徳島大学歯学部 卒業
- 1999年 大阪大学大学院歯学研究科 博士 修得（口腔外科学専攻）

## 職歴
- 1991年 大阪大学歯学部附属病院（第一口腔外科）研修医
- 1994年 大阪警察病院 歯科・口腔外科 医員
- 1996年 大阪大学歯学部附属病院（第一口腔外科）医員
- 2000年 National Institutes of Health 客員博士研究員
- 2004年 大阪大学歯学部附属病院 口腔外科（制御系）講師
- 2006年 大阪大学大学院歯学研究科 顎口腔機能治療学教室 教授
- 2021年 CiDER（大阪大学感染症総合教育研究拠点）ウイルス制御学チーム（兼任）教授
- 2022年 大阪大学大学院歯学研究科 顎口腔機能治療学講座 教授（所属改名）

## 所属学会
- 日本口腔外科学会
- 日本口腔科学会
- 日本口蓋裂学会
- 歯科基礎医学会
- International Association for Dental Research (IADR)
- 日本唾液腺学会
- 日本抗加齢医学会
- American Cleft Palate-Craniofacial Association (ACPA)
- 日本睡眠学会
- 日本睡眠歯科学会
- 日本老年歯科医学会
- 日本摂食嚥下リハビリテーション学会